# Edmund H. North
Edmund H. North, vero nome Edmund Hall North (New York, 12 marzo 1911 – Santa Monica, 28 agosto 1990), è stato uno sceneggiatore statunitense.
È noto per aver scritto la sceneggiatura del classico della fantascienza del 1951 Ultimatum alla Terra (The Day the Earth Stood Still), diretto da Robert Wise, e gli è attirbuita l'ideazione della celeberrima frase cinematografica in un finto linguaggio alieno "Klaatu barada nikto". È inoltre autore della sceneggiatura del film Patton, generale d'acciaio (Patton), che gli è valsa un Premio Oscar quale miglior sceneggiatura nel 1971, premio condiviso con Francis Ford Coppola.

## Biografia
Edmund Hall North nasce a New York, il 12 marzo 1911, figlio di Bobby North e Stella Maury, che aveva lavorato nel vaudeville e nelle Ziegfeld Follies.
North comincia a scrivere lavori per il teatro mentre frequenta la Culver Military Academy, nell'Indiana, e l'Università di Stanford. Presta inoltre servizio con il grado di maggiore nell'esercito degli stati uniti, nei Signal Corps durante la seconda guerra mondiale, in occasione della quale realizza i suoi primi filmati educativi.
North è stato presidente della sezione cinematografica della Writers Guild of America, nella quale ha fatto parte a più di 40 comitati, tra cui il comitato per la negoziazione dei contratti.
Edmund H. North muore a Santa Monica, in California, il 28 agosto 1990.

## Vita privata
Il 22 ottobre 1947 Edmund H. North sposa con Colette Ford. La coppia ha due figlie. North è rimasto sposato con la Ford fino alla propria morte. La coppia viveva a Brentwood, distretto di Los Angeles.

## Filmografia

### Attore
- L'ultimo degli indifesi (Gideon's Trumpet), regia di Robert L. Collins (1980)

### Produttore
- Race to Oblivion, regia di Robert B. Churchill - cortometraggio direct-to-video (1982)

### Sceneggiatore

#### Cinema
- Una notte d'amore (One Night of Love), regia di Victor Schertzinger (1934)
- All the King's Horses, regia di Frank Tuttle (1935)
- Notte di carnevale (I Dream Too Much), regia di John Cromwell (1935)
- Murder on a Bridle Path, regia di William Hamilton e Edward Killy (1936)
- Bunker Bean, regia di William Hamilton e Edward Killy (1936)
- Voglio danzare con te (Shall We Dance), regia di Mark Sandrich (1937)
- I'm Still Alive, regia di Irving Reis (1940)
- Disonorata (Dishonored Lady), regia di Robert Stevenson (1947)
- Viale Flamingo (Flamingo Road), regia di Michael Curtiz (1949)
- Gli amanti della città sepolta (Colorado Territory), regia di Raoul Walsh (1949)
- Chimere (Young Man with a Horn), regia di Michael Curtiz (1950)
- Il diritto di uccidere (In a Lonely Place), regia di Nicholas Ray (1950)
- L'avamposto degli uomini perduti (Only the Valiant), regia di Gordon Douglas (1951)
- Ultimatum alla Terra (The Day the Earth Stood Still), regia di Robert Wise (1951)
- I banditi di Poker Flat (The Outcasts of Poker Flat), regia di Joseph M. Newman (1952)
- La storia di Tom Destry (Destry), regia di George Marshall (1954)
- I due capitani (The Far Horizons), regia di Rudolph Maté (1955)
- La grande sfida (The Proud Ones), regia di Robert D. Webb (1956)
- La signora prende il volo (The Lady Takes a Flyer), regia di Jack Arnold (1957)
- Cowboy, regia di Delmer Daves (1958)
- Affondate la Bismarck! (Sink the Bismarck!), regia di Lewis Gilbert (1960)
- La carovana dei coraggiosi (The Fiercest Heart), regia di George Sherman (1961)
- Ponte di comando (H.M.S. Defiant), regia di Lewis Gilbert (1962)
- Sfida negli abissi (Submarine X-1), regia di William A. Graham (1968)
- Patton, generale d'acciaio (Patton), regia di Franklin J. Schaffner (1970)
- Meteor, regia di Ronald Neame (1979)
- Race to Oblivion, regia di Robert B. Churchill - cortometraggio direct-to-video (1982)
- Il giorno in cui la Terra si fermò (The Day the Earth Stopped), regia di C. Thomas Howell (2008)
- Ultimatum alla Terra (The Day the Earth Stood Still), regia di Scott Derrickson (2008)
- Gort, regia di Chris R. Notarile - cortometraggio (2021)

#### Televisione
- 12 O'Clock High - serie TV, episodio 1x12 (1964)
- Gli inafferrabili (The Rogues) - serie TV, episodio 1x28 (1965)
- Un uomo d'azione (Fireball Forward), regia di Marvin J. Chomsky - film TV (1972)
- Insight - serie TV, episodio 346 (1972)
- Il presidente (Murdock's Gang), regia di Charles S. Dubin - film TV (1973)

## Trasmissioni televisive
- The 43rd Annual Academy Awards, regia di Richard Dunlap - speciale TV (1971)

## Libri

### Edizioni originali
- (EN) Winston is Back!, N.P., 1979.
- (EN) Franklin Coen e Edmund H. North, Meteor, Londra, Hamlin, 1979, ISBN 9780600200161.
- (EN) Edmund H. North, Patton, 1991.
- (EN) Edmund H. North, The Day the Earth Stood Still. The Screenplay, 2022, ISBN 9798362910150.

### Edizioni in italiano
- Franklin Coen e Edmund H. North, Meteor, collana Pandora, traduzione di Wanda Ballin, n. 74, Milano, Sperling & Kupfer, 1979, ISBN 8820000911.
- Franklin Coen e Edmund H. North, Meteor, traduzione di Wanda Ballin, Club Italiano dei Lettori, 1980, ISBN 8820000911.

## Riconoscimenti
- Premio Oscar
  - 1971 - Miglior sceneggiatura originale per Patton, generale d'acciaio (condiviso con Francis Ford Coppola)[2][3][4]
- Writers Guild of America
  - 1967 - Premio Valentine Davies
  - 1971 - Miglior dramma scritto direttamente per lo schermo per Patton, generale d'acciaio (condiviso con Francis Ford Coppola)
  - 1975 - Premio Morgan Cox